# 스카이 서라운드 사운드
팬택 스카이 서라운드 사운드(Pantech SKY Surround Sound)는 팬택이 2006년 9월에 출시한 피처폰이다.